# Tán tỉnh

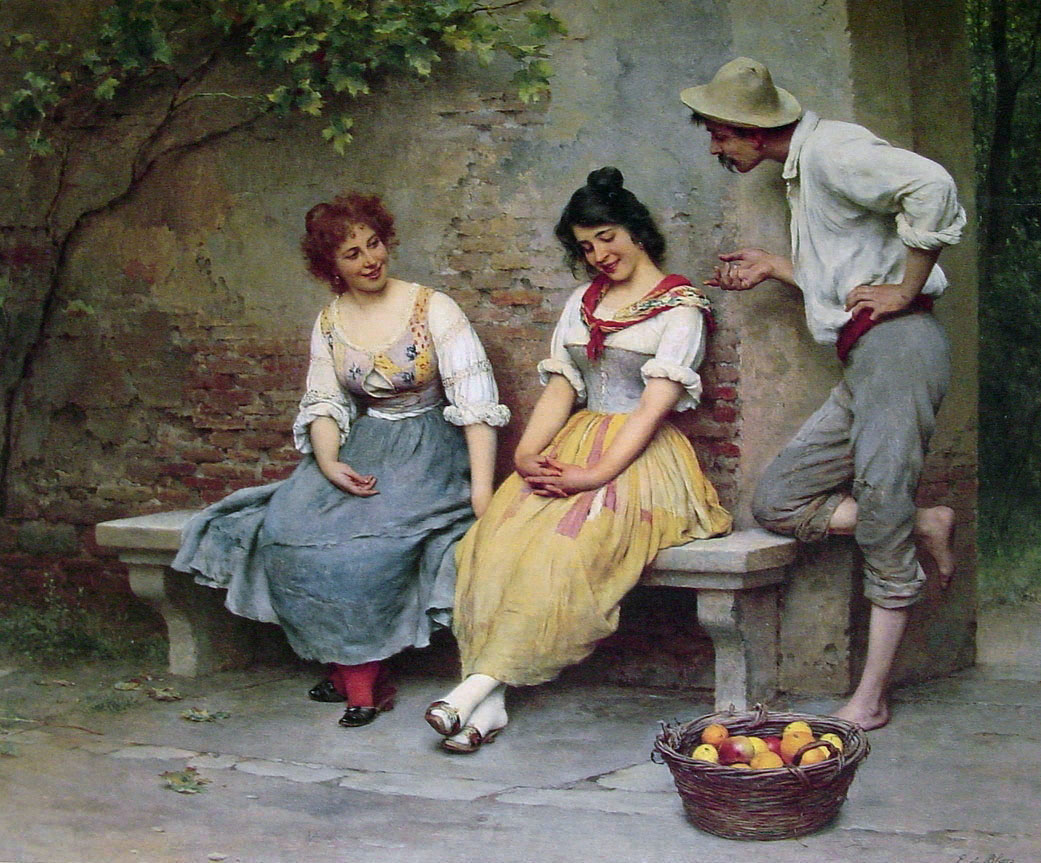
The Flirtation, tranh của Eugene de Blaas

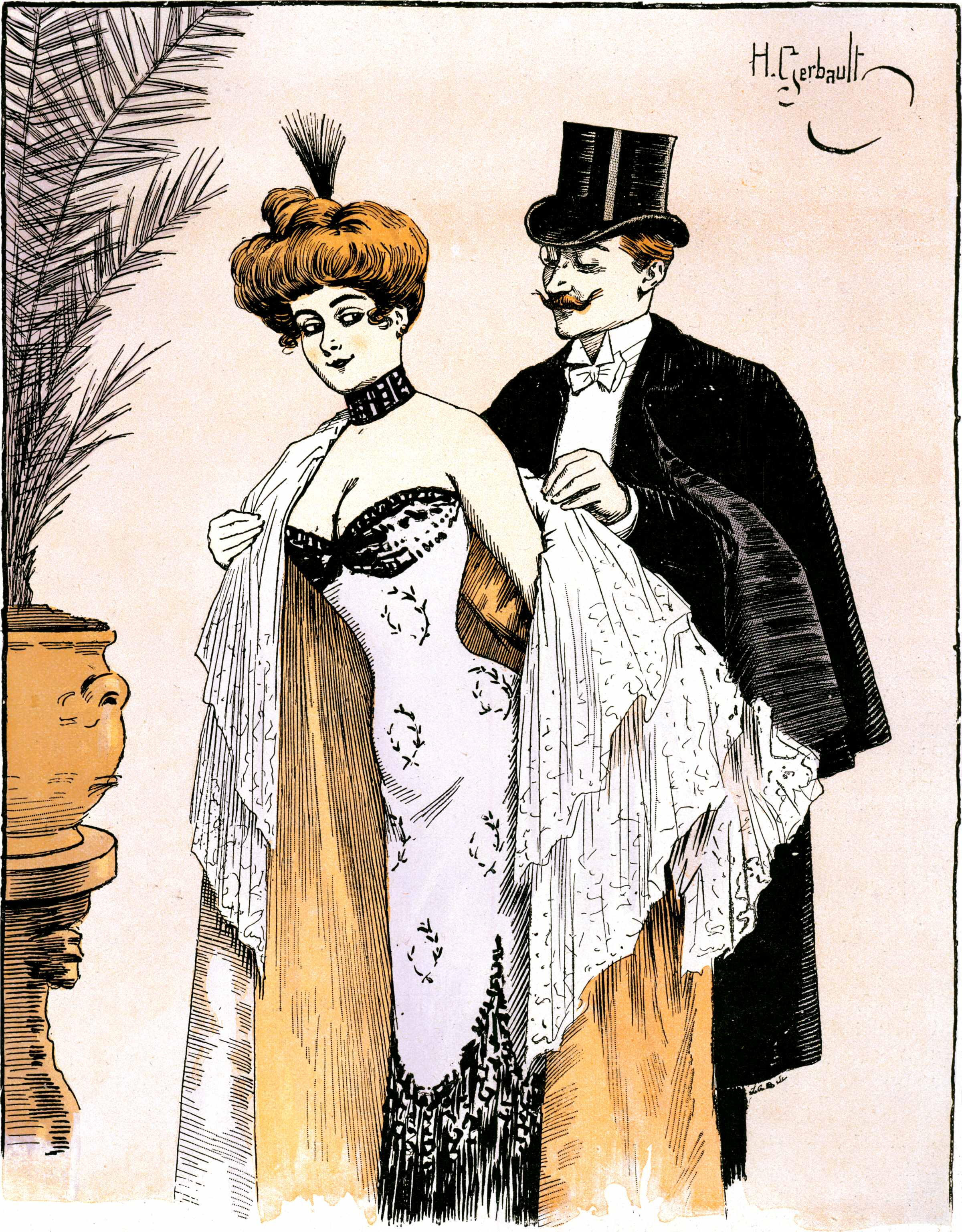
Tranh vẽ cảnh tán tỉnh giữa đàn ông và phụ nữ của Henri Gerbault

Tán tỉnh (còn được gọi là tán, ve vãn, quyến rũ, kua, cua, cưa, trồng cây si) là một hành động giao tiếp xã hội của con người, có thể xếp vào nhóm hành vi tình dục. Tán tỉnh thực hiện bằng lời nói, thư từ, ánh mắt hay ngôn ngữ cơ thể, với mục đích thể hiện tình cảm với đối phương. Đôi khi, tán tỉnh cũng được coi như một hoạt động giải trí.

## Ví dụ
Tán tỉnh có thể bao gồm ngôn ngữ, ẩn ý, ngôn ngữ cơ thể, điệu bộ, cử chỉ. Tuy nhiên, ý nghĩa của các hành động này không rõ ràng, và đôi lúc có thể nhằm mục đích hay có nguyên do khác.

### Ngôn ngữ cơ thể
- Hôn gió
- Đụng chạm
- Nói chuyện
- Ngại ngùng
- Ánh mắt
- Nịnh đầm
- Chạm chân
- Bắt chước
- Cười, cười lớn, cười nhỏ, mỉm cười
- Ở gần, lại gần
- Đặt biệt danh, gọi biệt danh
- Chạm tay vào tóc, liếc mắt đi chỗ khác, thể hiện sự hứng thú
- Hát
- Lập kế hoạch gặp mặt
- Trêu
- Nháy mắt

### Ẩn ý
- Qua lời nói
- Qua tin nhắn
- Qua thư, qua thơ